# Hollick-Kenyon
Pour les articles homonymes, voir Hollick et Kenyon.
Hollick-Kenyon est un quartier résidentiel situé au nord-est d'Edmonton, en Alberta, au Canada. 
Il porte le nom de l'aviateur Herbert Hollick-Kenyon.

## Description
Selon le recensement fédéral de 2001, la quasi-totalité du développement résidentiel du quartier a eu lieu après 1990. 
Neuf résidences sur dix (91 %), selon le recensement municipal de 2005, sont des maisons individuelles. Une résidence sur dix restante (9 %) est un duplex. Un nombre important (97 %) de résidences sont occupées par leur propriétaire. 
Le quartier est délimité au nord par la 167 Avenue, au sud par la 153 Avenue, à l'ouest par la 59A Street et à l'est par la 50 Street.
Lors du recensement municipal de 2012 de la ville d'Edmonton, Hollick-Kenyon comptait 5 211 habitants vivant dans 1 815 logements, une variation de 19,3 % par rapport à sa population de 2009 qui était de 4 367 habitants. Avec une superficie de 1,53 km2, le quartier avait une densité de population de 3 405,9 personnes/km 2 en 2012,. 